# Dendrolycosa cruciata
Dendrolycosa cruciata là một loài nhện trong họ Pisauridae.
Loài này thuộc chi Dendrolycosa. Dendrolycosa cruciata được Carl Friedrich Roewer miêu tả năm 1955.